# Orden für Verdienste um den Tourismus (Frankreich)

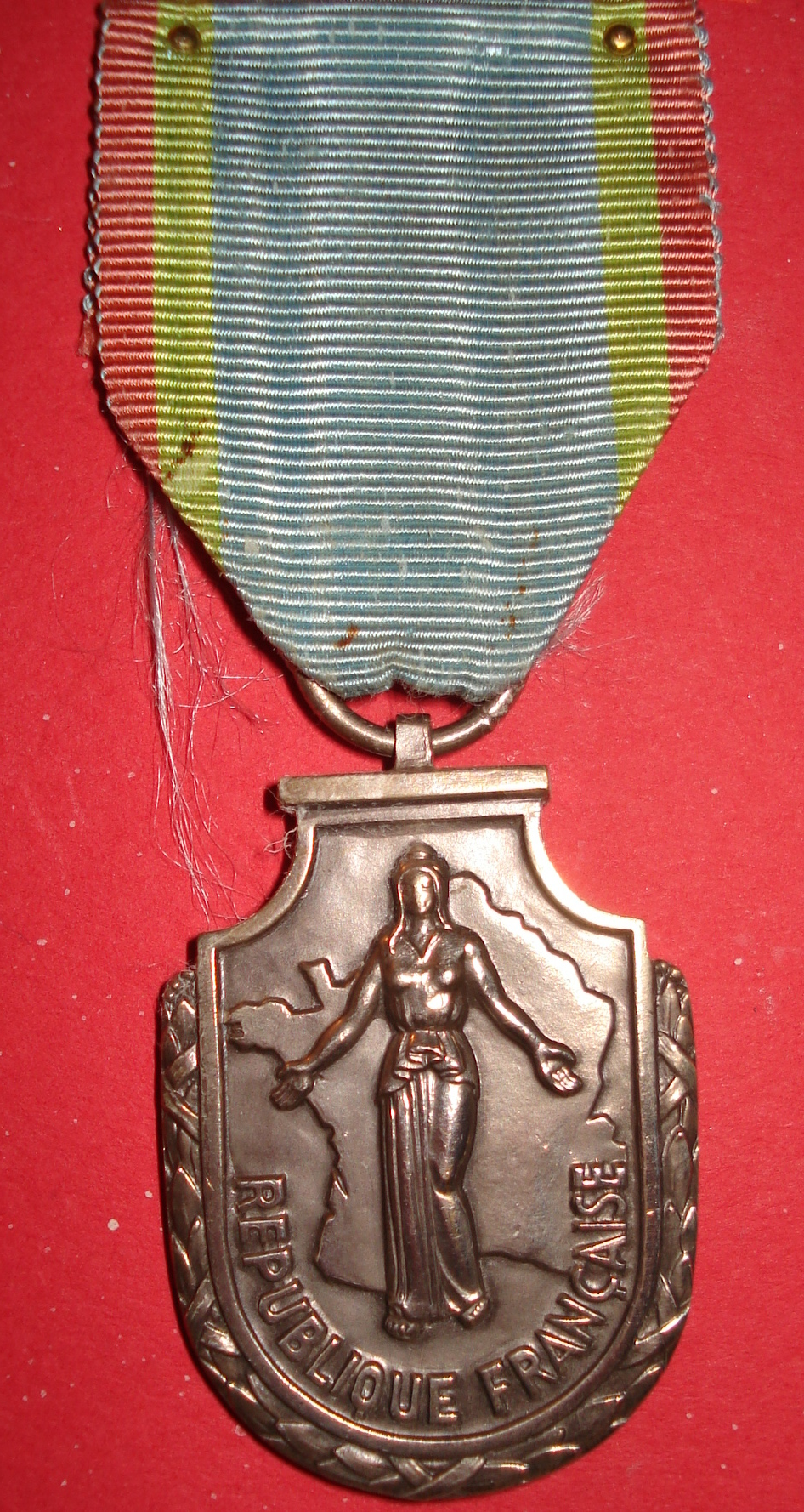
Ritterkreuz

Der Orden für Verdienste um den Tourismus (französisch Ordre du Mérite touristique) ist ein ehemaliger französischer Verdienstorden, der 1949 geschaffen und bis zur Stiftung des Nationalverdienstordens (fr. Ordre national du Mérite) 1963 verliehen wurde. 

## Geschichte
Der Orden für Verdienste um den Tourismus wurde am 27. Mai 1949 per Dekret durch den Staatspräsidenten Vincent Auriol gestiftet und war zur Belohnung von Personen gedacht, die sich auf dem Gebiet des Tourismus um die Französische Republik verdient gemacht hatten. Die Verleihung der Auszeichnung erfolgte auf Vorschlag des Ministers für Tourismus. Die Verleihung des Ordens für Verdienste um den Tourismus wurde 1963 im Zuge der Reorganisation des französischen Ordenswesens und der Stiftung des Nationalverdienstordens eingestellt.

## Klassen
Der Orden besteht aus drei Klassen und die Zahl der jährlichen Verleihungen war reglementiert.
- Kommandeur (4 Verleihungen)
- Offizier (36 Verleihungen)
- Ritter (120 Verleihungen)

Um mit dem Orden ausgezeichnet zu werden, musste man das 40. Lebensjahr vollendet haben. Die Verleihung des Offizierkreuzes konnte frühestens acht Jahren nach der Ernennung zum Ritter, die des Kommandeurkreuzes frühestens fünf Jahren nach der Ernennung zum Offizier erfolgen.

## Ordensdekoration
Das Ordenszeichen ist eine Silber vergoldete Plakette (Ritter ohne Vergoldung) in der Form eines spanischen Wappenschildes, welches links und rechts von einem dichten Lorbeerkranz umschlossen ist. Auf der Vorderseite ist mit ausgestreckten Armen die Figur der Marianne und dahinter die Umrisse des französischen Staatsgebietes zu sehen. Im unteren Halbrund die Inschrift REPUBLIQUE FRANCAISE (Republik Frankreich). Rückseitig ein Rechteck mit einem halbrunden Bogen auf der oberen Seite, in dem der Name der zu beleihenden Person eingraviert wurde. Darunter zwei gekreuzte Lorbeer- und Palmenzweige sowie im unteren Halbrund die Inschrift MERITE TOURISTIQUE (Verdienste um den Tourismus).

## Trageweise
Getragen wird das Kommandeurkreuz als Halsorden. Die Ordenszeichen der Offiziere und Ritter am Band auf der linken Brustseite, wobei auf dem Band des Offizierskreuzes noch eine Rosette angebracht ist.
Das Ordensband ist himmelblau mit einem grünen Seiten- und einem roten Randstreifen.

Bandschnallen des Ordens für Verdienste um den Tourismus
Kommandeur
Offizier
Ritter